# Calosoma deckeni
Calosoma deckeni is een keversoort uit de familie van de loopkevers (Carabidae). De wetenschappelijke naam van de soort is voor het eerst geldig gepubliceerd in 1867 door Gersteacker.
De kever wordt 12 tot 18 millimeter lang en is ongevleugeld.
De soort komt voor op de Kilimanjaro, Tanzania.